# 西和県
西和県（せいわ-けん）は中華人民共和国甘粛省隴南市に位置する県。県人民政府の所在地は漢源鎮。

## 行政区画
16鎮、4郷を管轄：
- 鎮：漢源鎮、長道鎮、何壩鎮、姜席鎮、石峡鎮、洛峪鎮、西峪鎮、馬元鎮、大橋鎮、十里鎮、石堡鎮、興隆鎮、蘇合鎮、芦河鎮、稍峪鎮、西高山鎮
- 郷：曬経郷、蒿林郷、太石河郷、六巷郷

## 交通

### 道路
- 高速道路
  - 十天高速道路

## 教育
県内の西和県第一中学は全国重点中学である。